# Mariano Melgarejo
Manuel Mariano Melgarejo Valencia (13. duben 1820 Tarata, Cochabamba – 23. listopadu 1871 Lima) byl bolivijský generál a v letech 1864–1871 prezident republiky.

## Život
Byl nemanželským dítětem, jeho otec pocházel ze Španělska a matka z domorodého národa Kečuů. Vstoupil do armády, roku 1841 se vyznamenal v bitvě u Ingavi, kde bolivijská armáda porazila Peruánce, což odstartovalo jeho kariérní růst. V roce 1854 se zúčastnil vzpoury proti prezidentovi Manuelovi Isisdorovi Belzú a po jejím potlačení byl odsouzen k trestu smrti, ale dostal milost poté, co se omluvil a vysvětlil, že byl v té době příliš opilý, než aby si uvědomil následky svých činů. Později dosáhl Melgarejo hodnosti generála, podpořil převrat v roce 1861, po němž se stal prezidentem José María Achá, ale v roce 1864 vedl další povstání a díky jeho úspěchu se stal v 44 letech hlavou státu. V březnu 1865 se vrátil z exilu bývalý prezident Belzú a Melgarejo ho pozval do prezidentského paláce v La Pazu, kde ho nechal zastřelit; podle legendy se pak objevil na balkoně s Belzúovou mrtvolou a zvolal: „Belzú je mrtvý. Kdo žije?“, načež shromážděný dav křičel: „Ať žije Melgarejo!“
Melgarejovo působení ve funkci prezidenta bylo ovlivněno jeho bezohledností, pologramotností a závislostí na alkoholu. Vládl jako caudillo, tvrdě likvidující veškerou opozici, do ústavy dokonce vložil článek, kterým si vyhradil právo zabíjet protivníky. Zahájil rozsáhlé vyvlastňování indiánské půdy a její přidělování velkostatkářům, provedl devalvaci měny, která vedla k hospodářskému propadu země. K jeho nevyzpytatelným rozhodnutím patřilo odstoupení rozsáhlého území Brazílii údajně za to, že mu Brazilci darovali bílého koně, nebo přidělení koncesí na těžbu ledku na bolivijském území Chilanům, které připravilo státní pokladnu o důležitý zdroj příjmů. Poté, co se pohádal s britským velvyslancem, nechal diplomata přivázat na osla a vozit po hlavním městě; dobová anekdota praví, že když se to dozvěděla královna Viktorie, škrtla na mapě světa Bolívii a zakázala veškeré zmínky o této zemi.
Melgarejo byl velkým obdivovatelem Francie. Když mu roku 1870 oznámili, že vypukla prusko-francouzská válka, rozhodl o vyslání bolivijské armády na pomoc Francouzům. Tento exces proti němu definitivně popudil armádní vedení, vypukla vzpoura a v lednu 1871 obsadil hlavní město generál Agustín Morales a prohlásil se prezidentem. Melgarejo se svojí milenkou Juanou Sanchezovou uprchl do Peru, zde ho Juana opustila a když se exprezident snažil znovu získat její přízeň, byl zastřelen jejím bratrem.